# Giosuè Lombardi
Giosuè Lombardi (Ponsacco, 23 gennaio 1893 – Rapallo, 27 marzo 1959) è stato un ciclista su strada italiano.

## Carriera
Corridore attivo negli anni 1910, si distinse sia da dilettante imponendosi nella Firenze-Viareggio del 1912. Passato professionista nel 1913, vinse corse di secondo piano e ottenne piazzamenti in corse importanti, come i due podi alla Roma-Napoli-Roma (la corsa del XX Settembre) nel 1913 e nel 1919. Partecipò a quattro edizioni del Giro d'Italia tra il 1913 ed il 1920, concludendo al nono posto nel 1919, primo della classifica isolati.

## Palmarès
- 1919

Giro delle Alpi Apuane
- 1920

6ª tappa Giro dei Tre Mari (Cosenza > Reggio Calabria)
10ª tappa Giro dei Tre Mari (Potenza > Napoli)

## Piazzamenti

### Grandi giri
- Giro d'Italia

1914: ritirato
1919: 9º

### Classiche
- Milano-Sanremo

1913: 22º
1914: 27º
1920: 13º
- Giro di Lombardia

1913: 32º
1914: 12º